# Železniční trať Rumburk–Ebersbach
Železniční trať Rumburk – Jiříkov – Ebersbach (v jízdním řádu pro cestující označená číslem 088) je jednokolejná trať (v české části součást celostátní dráhy), na níž byl provoz zahájen v roce 1873. V roce 1933 byla zahájena doprava do železniční stanice Jiříkov, která leží na odbočce z tratě ke státní hranici. V roce 2006 byl do této stanice zastavena osobní doprava a osobní vlaky byly vedeny přímo do stanice Ebersbach. Od prosince 2010 je pravidelná osobní doprava na této trati zrušena úplně a nahrazena autobusovou linkou 001409 společnosti Dopravní společnost ústeckého kraje. Trať se nachází v okrese Děčín v Ústeckém kraji, závěrečný úsek v zemském okrese Zhořelec v Sasku.

## Navazující tratě

### Rumburk
- Železniční trať Děčín–Rumburk
- Železniční trať Rumburk–Sebnitz
- Železniční trať Rumburk – Panský – Mikulášovice

### Ebersbach
- Železniční trať Oberoderwitz–Wilthen
- Trať Ebersbach – Löbau

## Provoz
Před ukončením pravidelného provozu na trati jezdily osobní vlaky Rumburk – Ebersbach společnosti České dráhy, vedené motorovými vozy 810.

## Stanice a zastávky

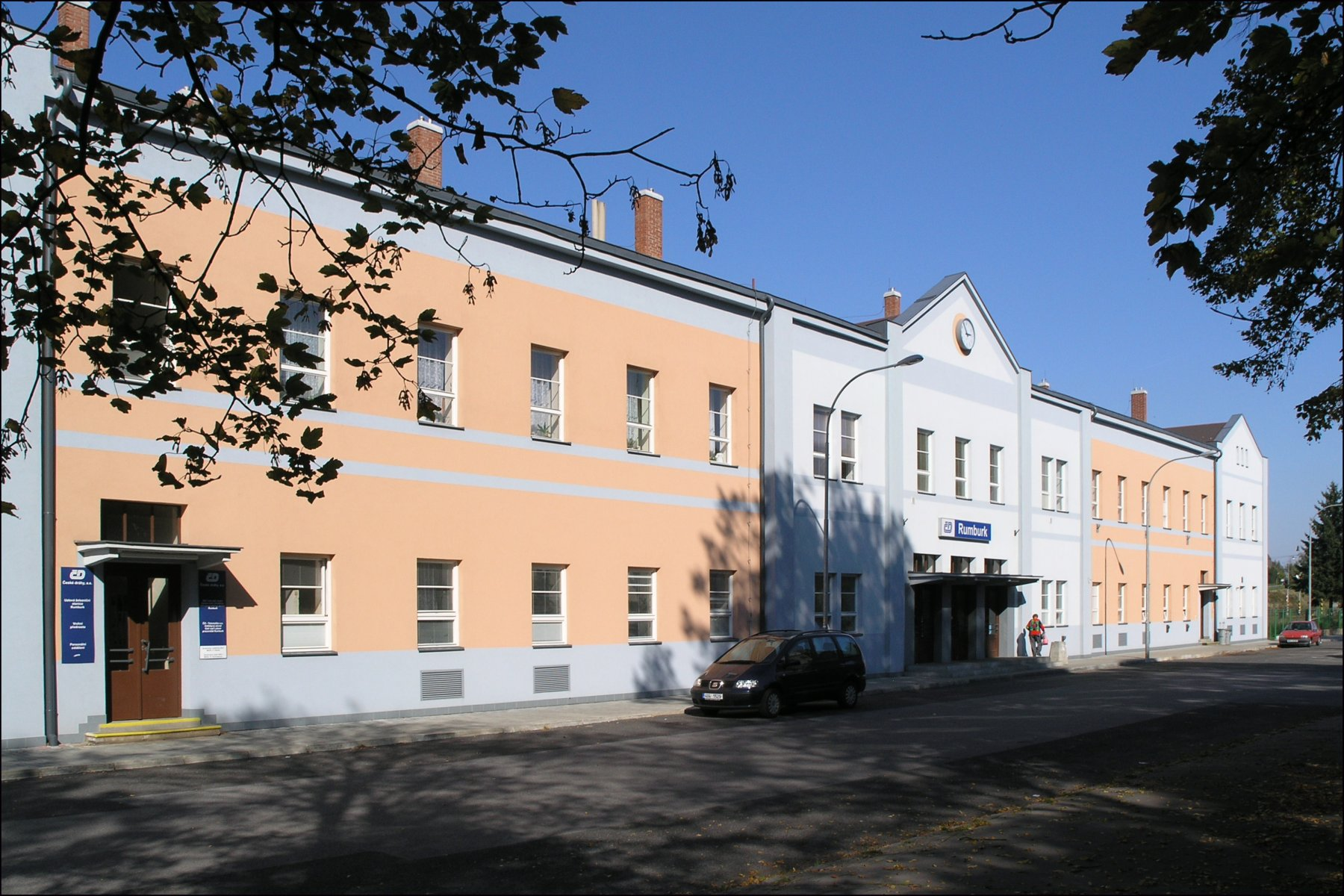
Rumburk
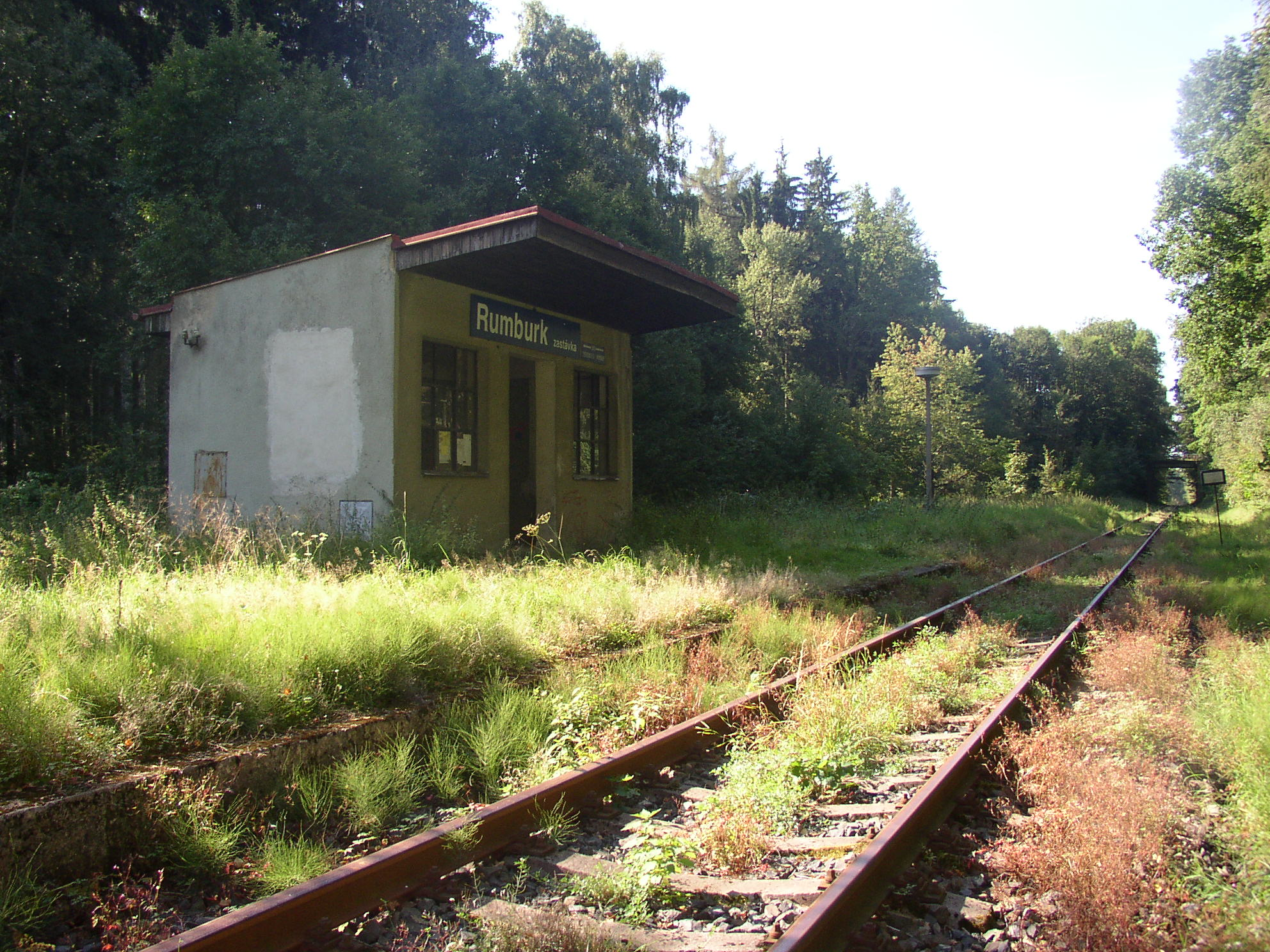
Rumburk zastávka
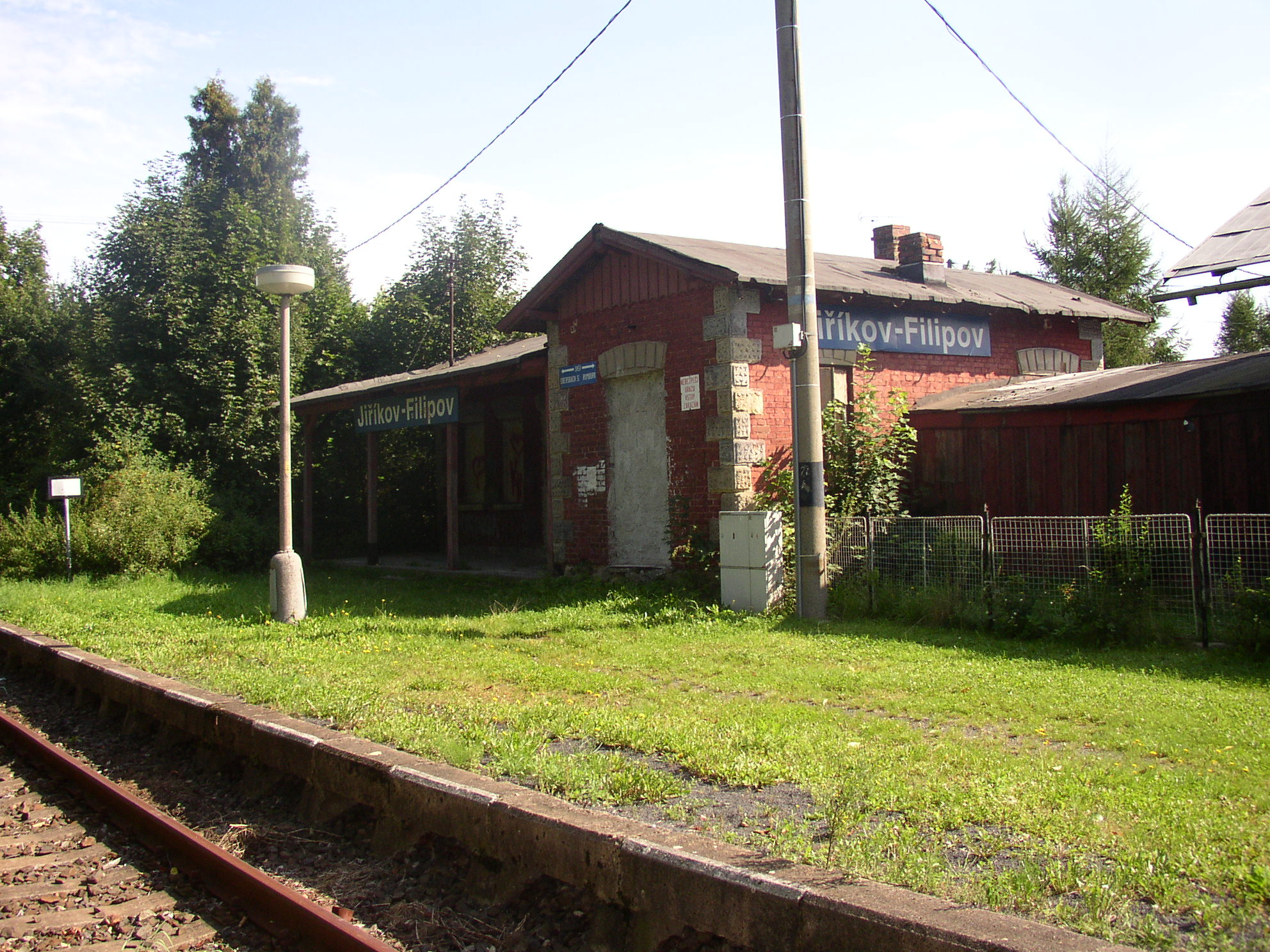
Jiříkov-Filipov
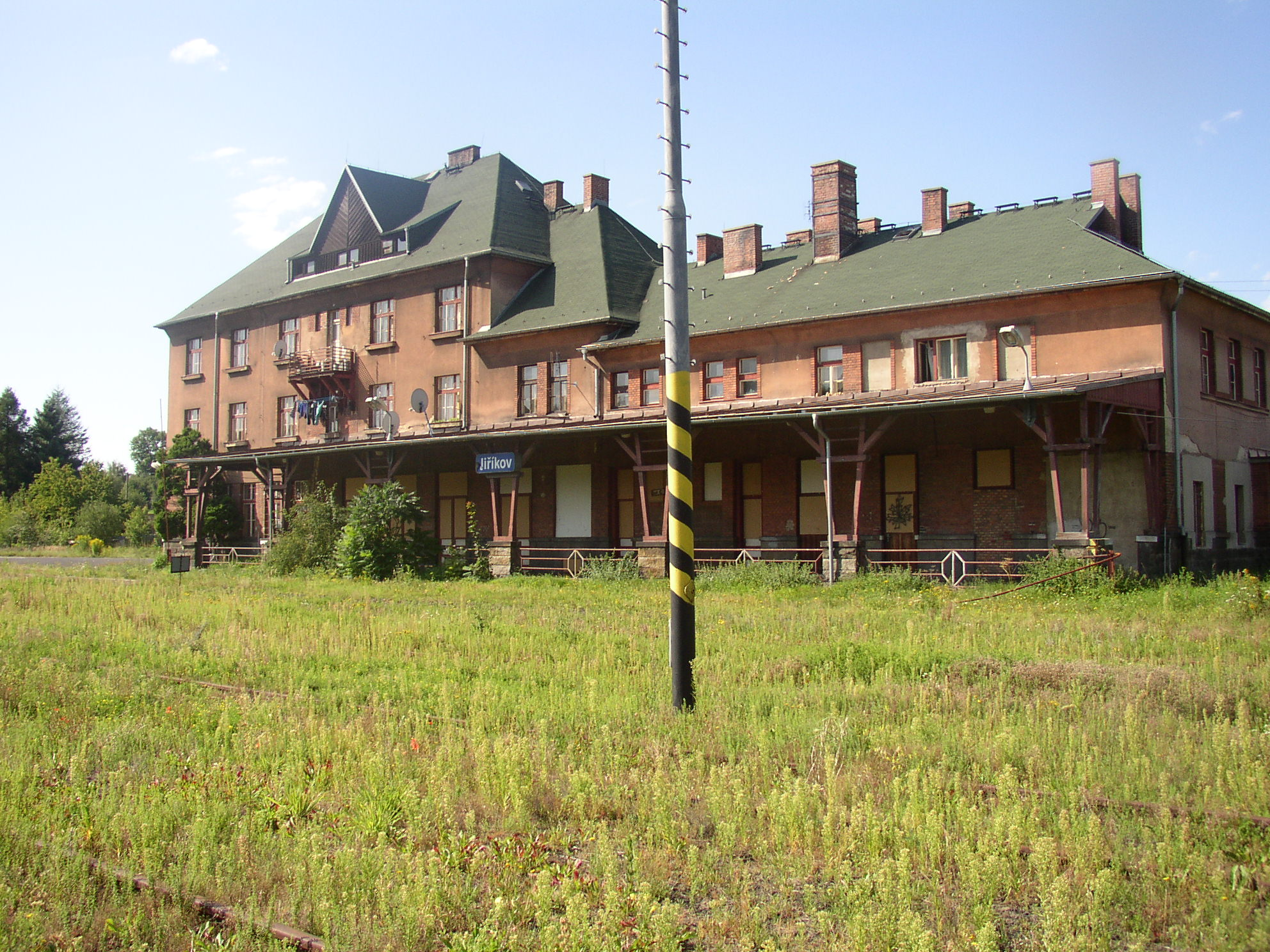
Jiříkov
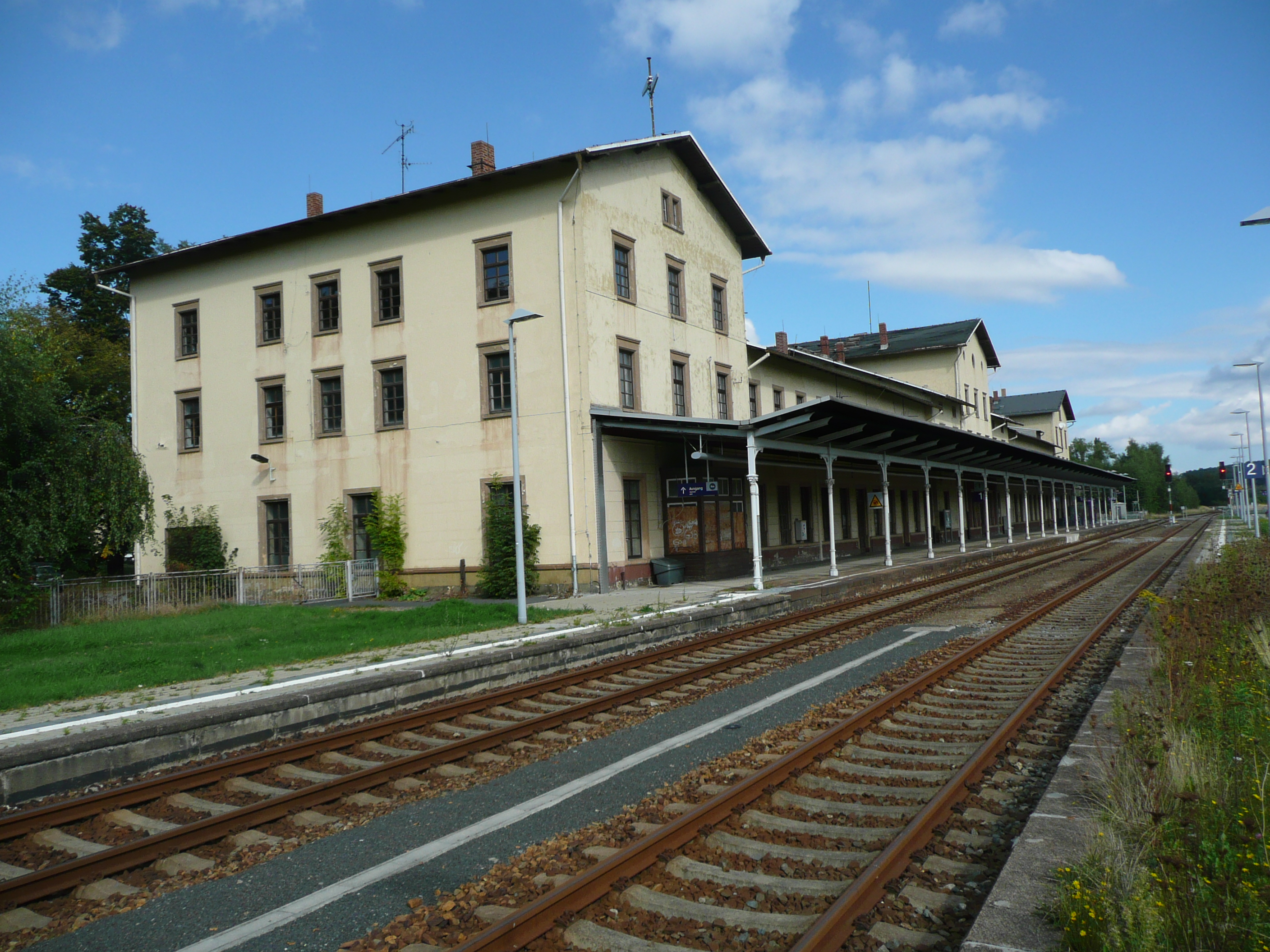
Ebersbach